# Hyllus nebulosus
Hyllus nebulosus là một loài nhện trong họ Salticidae.
Loài này thuộc chi Hyllus. Hyllus nebulosus được Elizabeth Maria Gifford Peckham & George William Peckham miêu tả năm 1907.